# Niphona furcata
Niphona furcata es una especie de escarabajo longicornio del género Niphona, tribu Pteropliini, subfamilia Lamiinae. Fue descrita científicamente por Bates en 1873.
La especie se mantiene activa durante los meses de abril, mayo, junio, julio y agosto.

## Descripción
Mide 12-22,5 milímetros de longitud.

## Distribución
Se distribuye por China, Japón y Corea.